# Boston Online Film Critics Association
Boston Online Film Critics Association je asociace profesionálních filmových kritiků se základnou v Bostonu. Každoročně předává na ceny těm nejlepším filmům z předchozího roku. Organizace byla založena v roce 2012. Naposled se ceny předávaly na 6. ročníku.

## Jednotlivé kategorie
- Nejlepší deset filmů
- Nejlepší film
- Nejlepší režie
- Nejlepší scénář
- Nejlepší mužský výkon v hlavní roli
- Nejlepší ženský výkon v hlavní roli
- Nejlepší mužský výkon ve vedlejší roli
- Nejlepší ženský výkon ve vedlejší roli
- Nejlepší obsazení
- Nejlepší animovaný film
- Nejlepší cizojazyčný film
- Nejlepší dokument
- Nejlepší kamera
- Nejlepší střih
- Nejlepší hudba